# Bois Blanc (La Réunion)
Pour les articles homonymes, voir Bois Blanc.
Bois Blanc est un lieu-dit de l'île de La Réunion, département d'outre-mer français du sud-ouest de l'océan Indien. Situé sur le territoire de la commune de Sainte-Rose, il constitue le dernier ensemble d'habitations avant le rempart de Bois Blanc lorsqu'on suit la route nationale 2 entre Saint-Benoît et Saint-Joseph. Proche de la dernière caldeira formée par le Piton de la Fournaise, l'Enclos Fouqué, il est surplombé par la forêt de Bois Blanc.